# Order Miłości Bliźniego

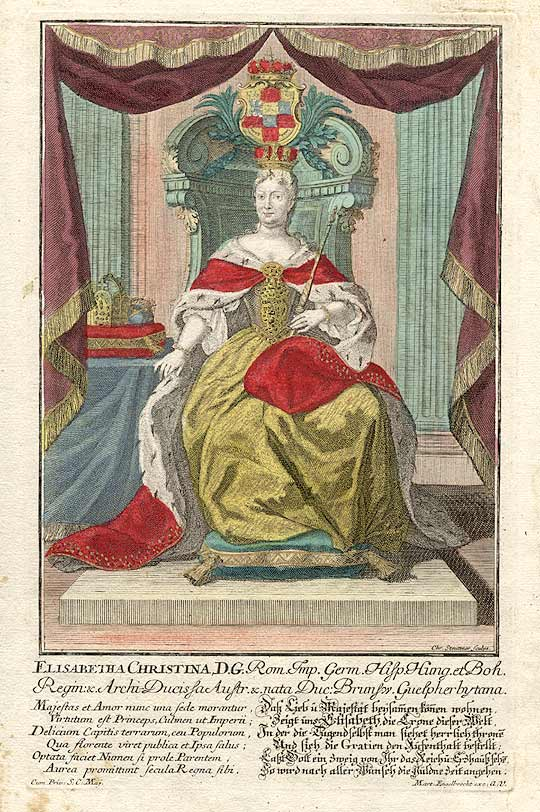
Cesarzowa Elżbieta Krystyna (ok.1745)

Szlachecki Charytatywny Order Miłości Bliźniego (niem.:  Adeliger Wohltätigkeits-Orden der Liebe des Nächsten) - krótkotrwale przyznawane habsburskie odznaczenie dworskie, nadawane w pierwszej połowie XVIII wieku.
Order, a raczej odznaka charytatywnego stowarzyszenia na dworze wiedeńskim, został ustanowiony w roku 1708 przez arcyksiężnę austriacką Elżbietę Krystynę z książąt Brunszwiku, małżonkę (jeszcze per procuram) Karola Habsburga, wówczas pretendenta do tronu Hiszpanii, później cesarza Świętego Cesarstwa, przed jej wyjazdem do Barcelony, gdzie miała zawrzeć ślub z Karolem. Order został nadany "damom i kawalerom" dworu, którzy jej towarzyszyli jako orszak w wyprawie do Hiszpanii. Każdy z odznaczonych posiadał prawo mianowania jednego nowego członka lub członkini.
Insygnium znanego tylko z opisów orderu to emaliowany na biało krzyż maltański z kulkami na szpicach ramion, ze złotymi promieniami między ramionami. W medalionie środkowym awersu znajdował się napis AMOR PROX (skrót od "Amor proximi", łac. - "Miłość bliźniego". Wygląd rewersu oznaki nie jest znany. Order był noszony na lewej piersi na czerwonej wstędze. Prawdopodobnie przestał być nadawany już w 1711, gdy Elżbieta Krystyna została cesarzową i Wielką Mistrzynią znamienitego Orderu Gwiaździstego Krzyża.